# 安德雷斯·奥佩尔
安德雷斯·奥佩尔（Andres Oper，1977年11月7日—）是爱沙尼亚前职业足球运动员，司职前锋或者攻击型中场。奥佩尔是爱沙尼亚国家队迄今为止进球最多的球员。
2009年7月，上海申花宣布签入奥佩尔，替换被租借至深圳的外援巴尔克斯参加下半赛季的中超联赛。不过奥佩尔由于伤病、状态等因素，表现不佳，赛季结束后遭弃用。